# Трофимов, Николай Николаевич
Никола́й Никола́евич Трофи́мов (21 января 1920, Севастополь — 7 ноября 2005, Санкт-Петербург, Россия) — советский и российский актёр театра и кино; народный артист СССР (1990).

## Биография
Николай Трофимов родился в семье рабочего.
Сценическую карьеру начал в 1934 году, сыграв невольника в спектакле «Хижина дяди Тома» в Севастопольском ТЮЗе.
В 1941 году окончил Ленинградский театральный институт, класс Б. В. Зона.
В годы войны служил в военно-морском флоте, был солистом Центрального ансамбля песни и пляски ВМФ СССР. Пел в «Ансамбле пяти морей» И. О. Дунаевского. Пережил блокаду, во время которой у него умер сын.
С 1944 года — актёр Таллинского театра Балтийского флота ВМФ СССР. В 1946 году Николай Акимов пригласил его в Театр Комедии в Ленинграде. С 1963 по 1964 год — актёр Ленинградского театра имени Ленинского комсомола (ныне — Театр «Балтийский дом»). В 1964 году по приглашению Георгия Товстоногова перешёл в Большой драматический театр им. М. Горького (БДТ), в котором служил до конца жизни.
На сцене БДТ сыграл более 40 ролей, в том числе Чебутыкина в «Трёх сёстрах», Лебедева в «Идиоте», Акопа в «Хануме», Перчихина в горьковских «Мещанах», Майора в спектакле по пьесе И. Эркеня «Тоот, другие и Майор». Одной из самых значительных его театральных ролей стал мистер Пиквик в «Пиквикском клубе». В этой же роли он в последний раз вышел на сцену в день своего 85-летия — 21 января 2005 года. Последний раз актёр посетил родной театр 15 сентября 2005 года во время торжественного вечера, посвящённого юбилею художественного руководителя БДТ Кирилла Лаврова.
В кино играл в основном небольшие роли, но в их числе были и такие запоминающиеся, как капитан Тушин в «Войне и мире» С. Бондарчука и полковник милиции в «Бриллиантовой руке» Л. Гайдая. Наиболее значительные роли — Расплюев в фильме «Весёлые расплюевские дни», главная роль в экранизации водевиля Д. Т. Ленского «Лев Гурыч Синичкин», Толстый Волк в картине «Про Красную Шапочку», колхозник Иван Африканыч в фильме «Африканыч».
Скончался в ночь на 7 ноября 2005 года на 86-м году жизни в Александровской больнице Санкт-Петербурга от последствий инсульта. Похоронен 14 ноября на Литераторских мостках Волковского кладбища.

## Творчество

### Роли в театре

#### Ленинградский театр Комедии
- 1946 — «Путешествие мсье Перришона» по Э. Лабишу — Перришон
- 1948 — «С любовью не шутят» П. Кальдерона; режиссёр: Н. П. Акимов — Москатель
- 1951 — «Волки и овцы» А. Н. Островского; режиссёр: Ю. Юрский — Мурзавецкий
- 1952 — «Мёртвые души» М. А. Булгакова по поэме Н. В. Гоголя; режиссёр: М. Чежегов — Манилов
- 1954 — «Вишневый сад» А. П. Чехова; режиссёр: М. Чежегов — Епиходов
- 1954 — «Помпадуры и помпадурши» М. Салтыкова-Щедрина; режиссёр: Г. А. Товстоногов — Фединька Козелков
- 1956 — «Обыкновенное чудо» Е. Л. Шварца; режиссёр: Н. П. Акимов — Охотник
- 1957 — «Кресло № 16» Д. Угрюмова — Зигфрид
- 1958 — «Ревизор» Н. В. Гоголя; режиссёр: Н. П. Акимов — Иван Александрович Хлестаков
- 1958 — «Призраки» Э. Де Филиппо — Альфредо Марильяно, мятущаяся душа
- 1960 — «Пёстрые рассказы» по А. П. Чехову — Толкачёв
- «Предложение» А. П. Чехова — Ломов
- «Лев Гурыч Синичкин» Д. Т. Ленского — Синичкин

#### Большой драматический театр(1965-1997)
- 1965 — «Я, бабушка, Илико и Илларион» Н. В. Думбадзе. Постановка Р. С. Агамирзяна — эпизод
- 1965 — «Три сестры» А. П. Чехова; постановка Г. А. Товстоногова — Иван Романович Чебутыкин
- 1965 — «Римская комедия» Л. Г. Зорина; постановка Г. А. Товстоногова (спектакль запрещён)
- 1966 — «Мещане» М. Горького; постановка Г. А. Товстоногова — Перчихин
- 1966 — «Идиот» по Ф. М. Достоевскому; постановка Г. А. Товстоногова (вторая редакция) — Лебедев
- 1967 — «Луна для пасынков судьбы» Ю. О’Нила; постановка Г. А. Товстоногова — Фил Хоген
- 1969 — «Король Генрих IV» У. Шекспира; постановка и оформление Г. А. Товстоногова — Сайленс
- 1970 — «Тоот, другие и Майор» И. Эркеня; постановка Г. А. Товстоногова — Майор (специальная премия Министерства культуры Венгрии)
- 1972 — «Ханума» А. А. Цагарели; постановка Г. А. Товстоногова — Акоп
- 1972 — «Ревизор» Н. В. Гоголя; постановка Г. А. Товстоногова — Лука Лукич Хлопов
- 1974 — «Прошлым летом в Чулимске» A. В. Вампилова; постановка Г. А. Товстоногова — Мечёткин
- 1977 — «Тихий Дон» по М. А. Шолохову; постановка Г. А. Товстоногова — Пантелей Прокофьевич Мелехов
- 1978 — «Пиквикский клуб» Ч. Диккенса; постановка Г. А. Товстоногова — Сэмюел Пиквик
- 1981 — «Оптимистическая трагедия» В. В. Вишневского; постановка Г. А. Товстоногова — Вожак
- 1981 — «Перечитывая заново» Н. Ф. Погодина и И. А. Шведова — Часовщик
- 1982 — «Дядя Ваня» А. П. Чехова; постановка Г. А. Товстоногова — Вафля
- 1983 — «Смерть Тарелкина», мюзикл А. Н. Колкера по пьесе А. В. Сухово-Кобылина; постановка Г. А. Товстоногова — Расплюев
- 1985 — «На всякого мудреца довольно простоты» А. Н. Островского; постановка Г. А. Товстоногова — Голутвин
- 1987 — «На дне» М. Горького
- 1991 — «Салемские колдуньи» А. Миллера
- 1993 — «Вишнёвый сад» А. П. Чехова — Симеонов-Пищик
- 1997 — «Мамаша Кураж и её дети» Б. Брехта — фельдфебель
- 199? — «Солнечная ночь» Н. В. Думбадзе — Касьян
- 1997 — «Кадриль» В. П. Гуркина — Саня Арефьев

### Телеспектакли
- 1961 — «Пёстрые рассказы» («Трагик поневоле») — Толкачёв
- 1963 — «Кюхля» — барон Николаи
- 1965 — «Большая кошачья сказка» — король Жуляндии
- 1966 — «Элиза Дулиттл» — Элфрид Дулиттл
- 1967 — «Несерьёзный человек» — Кузьма
- 1967 — «Зависть» — Иван Бабичев
- 1968 — «Пять миллионов» — Огюст Лево
- 1968 — «Пядь земли» — Куренок
- 1969 — «Господа Головлевы» — Фока
- 1969 — «Смерть Вазир-Мухтара», по Ю. Тынянову; постановка Р. Сироты и В. Рецептера — Фаддей Булгарин, писатель, критик
- 1971 — «Мещане» — Перчихин
- 1972 — «31-й отдел» — опустившийся журналист
- 1972 — «Ревизор. Сцены из спектакля» — Лука Лукич Хлопов
- 1978 — «Ханума» — Акоп
- 1979 — «Старосветские помещики» — Афанасий Иванович
- 1980 — «В поте лица своего» — Колокольников
- 1981 — «Повести Белкина. Выстрел» — слуга-инвалид
- 1984 — «Водевили Чехова» — Степан Степанович Чубуков
- 1986 — «БДТ тридцать лет спустя» — Акоп / Расплюев / гость с Кавказа
- 1986 — «Дядя Ваня. Сцены из деревенской жизни» — Илья Ильич Телегин
- 1986 — «Пиквикский клуб» — Сэмюэл Пиквик
- 1989 — «Смерть Тарелкина» — Расплюев
- 1992 — «А король-то голый…», мюзикл по пьесе Е. Шварца «Голый король»; постановка Б. Гершта — король.

### Фильмография
| Год       |     | Название                                                      | Роль                                                |
| --------- | --- | ------------------------------------------------------------- | --------------------------------------------------- |
| 1943      | ф   | Морской батальон                                              | Лепёшкин, матрос                                    |
| 1947      | ф   | Пирогов                                                       | пирожник                                            |
| 1950      | ф   | Мусоргский                                                    | студент                                             |
| 1950      | ф   | Секретная миссия                                              | эпизод                                              |
| 1951      | ф   | Белинский                                                     | типографский рабочий                                |
| 1954      | ф   | Укротительница тигров                                         | Мышкин                                              |
| 1954      | ф   | Мы с вами где-то встречались                                  | таксист                                             |
| 1954      | ф   | Запасной игрок                                                | болельщик                                           |
| 1955      | кор | Обманутые надежды                                             | Зайчиков                                            |
| 1955      | ф   | Таланты и поклонники                                          | Вася                                                |
| 1956      | ф   | Медовый месяц                                                 | шофёр                                               |
| 1959      | ф   | Повесть о молодожёнах                                         | Кукушкин                                            |
| 1960      | кор | Победитель                                                    | шофёр                                               |
| 1961      | ф   | Полосатый рейс                                                | штурман                                             |
| 1961      | кор | Как верёвочка ни вьётся…                                      | Иван Иваныч / Пал Палыч / директор магазина         |
| 1962      | тф  | Женихи и Ножи (новелла «Женихи»)                              | жених-гробовщик                                     |
| 1963      | ф   | Каин XVIII                                                    | агент тайной полиции 214                            |
| 1963      | ф   | Большой фитиль (новелла «Расплата»)                           | Трофимов, председатель месткома                     |
| 1964      | кор | Фро                                                           | Нефёд Степанович                                    |
| 1965      | ф   | Третья молодость                                              | Петров                                              |
| 1965      | ф   | Война и мир (фильм 1 «Андрей Болконский»)                     | капитан Тушин                                       |
| 1966      | ф   | Весёлые расплюевские дни                                      | Иван Антонович Расплюев                             |
| 1967      | ф   | Железный поток                                                | Чирик                                               |
| 1967      | ф   | Хроника пикирующего бомбардировщика                           | майор, командир батальона аэродромного обслуживания |
| 1967      | кор | Суд                                                           | священник                                           |
| 1968      | ф   | Трембита                                                      | Шик                                                 |
| 1968      | ф   | Бриллиантовая рука                                            | полковник милиции                                   |
| 1969      | ф   | На пути в Берлин                                              | старший лейтенант Зайцев                            |
| 1969      | тф  | 13 поручений                                                  | Анатолий Степанович Чувилихин                       |
| 1969      | ф   | Чайковский                                                    | полицмейстер                                        |
| 1970      | ф   | Посланники вечности                                           | Сергей Никитин, моряк                               |
| 1970      | тф  | Волшебная сила (новелла «Мстители из 2-го „В“»)               | директор школы                                      |
| 1970      | тф  | Африканыч                                                     | Иван Африканыч                                      |
| 1972      | тф  | Табачный капитан                                              | Акакий Плющихин, думный дьяк                        |
| 1972      | ф   | Летние сны                                                    | дед Слива                                           |
| 1972      | тф  | Свеаборг                                                      | Морозов, боцман                                     |
| 1973      | тф  | За горами, за лесами                                          | царь Горох                                          |
| 1973      | ф   | С весельем и отвагой                                          | Николай Горбунов                                    |
| 1974—1977 | с   | Блокада                                                       | Пастухов, политрук                                  |
| 1974      | тф  | Лев Гурыч Синичкин                                            | Лев Гурыч Синичкин                                  |
| 1975      | ф   | В августе 44-го… (не был завершён)                            | подполковник Поляков                                |
| 1975      | ф   | Одиннадцать надежд                                            | попутчик Воронцова в поезде                         |
| 1976      | ф   | Повесть о неизвестном актёре                                  | Пётр Фомич, сторож                                  |
| 1977      | тф  | Про Красную Шапочку                                           | Толстый Волк                                        |
| 1977      | ф   | Враги                                                         | Левшин, рабочий                                     |
| 1977      | ф   | Степь                                                         | отец Христофор                                      |
| 1979      | ф   | Соловей                                                       | генерал-адмирал                                     |
| 1979      | тф  | Летние гастроли                                               | Серафим Трофимович                                  |
| 1980      | тф  | Долгие дни, короткие недели...                                | Павленко                                            |
| 1980      | ф   | Расследование                                                 | Непейвода                                           |
| 1981      | тф  | Бедная Маша                                                   | Сергей Петрович Караулов, отец Маши                 |
| 1982      | тф  | Вот такие чудеса                                              | Евгений Петрович Карачурин                          |
| 1982      | ф   | В старых ритмах                                               | Штыков, начальник УГРО                              |
| 1982      | тф  | Вот опять окно… (новелла «Сто роялей»)                        | Иван Кораблёв                                       |
| 1982      | тф  | Сеанс одновременной игры                                      | Волгин                                              |
| 1982      | тф  | Принцесса цирка                                               | князь                                               |
| 1982      | ф   | Отцы и деды                                                   | Семён Ильич                                         |
| 1983      | тф  | Вольный ветер                                                 | Филипп                                              |
| 1984      | тф  | Рыжий, честный, влюблённый                                    | пёс Максимилиан                                     |
| 1984      | ф   | Мой избранник                                                 | Михеев                                              |
| 1985      | ф   | Матвеева радость                                              | Зубов                                               |
| 1986      | ф   | Проделки в старинном духе                                     | Иван Акимыч                                         |
| 1987      | ф   | Ищу друга жизни                                               | Кузьмич                                             |
| 1987      | кор | Фитиль № 297 (сюжет «Деловые игры»)                           | заместитель начальника                              |
| 1988      | тф  | Цыганский барон                                               | Зупан                                               |
| 1988      | ф   | Продление рода                                                | Кислицын                                            |
| 1992      | ф   | Невеста из Парижа                                             | Евдоким Александрович Сидоров                       |
| 1992      | мтф | Гроза над Русью                                               | Михеич                                              |
| 1992      | ф   | Гаджо                                                         | отец Родиона Чечунова                               |
| 1992      | ф   | Билет в красный театр, или Смерть гробокопателя               | экскурсовод в музее театра                          |
| 1993      | ф   | Кумпарсита                                                    | Филимон                                             |
| 1993      | ф   | Страсти по Анжелике                                           | Махначёв                                            |
| 1996      | мтф | Страницы театральной пародии                                  | Николай Гиловайский                                 |
| 1997      | ф   | Шизофрения                                                    | Николай Николаевич, гримёр                          |
| 1998      | ф   | Не послать ли нам… гонца?                                     | дед с гробом                                        |
| 1998      | с   | Улицы разбитых фонарей. Новые приключения ментов. Дело № 1999 | Лебединский                                         |
| 2001      | кор | Машина пришла                                                 | старик                                              |
| 2002      | ф   | Дурная привычка                                               | Филипп Георгиевич                                   |
| 2005      | ф   | Город без солнца                                              | звонарь                                             |

### Озвучивание
- 1955 — Это случилось на улице — Лазо (роль Л. Шарланджиева)
- 1958 — Игра с чёртом (роль Я. Войты)
- 1966 — Три толстяка — канцлер (роль Н. К. Вальяно)
- 1971 — Май-мастеровой, необыкновенная машина и король-вояка (анимационный) — читает текст
- 1971 — Разрешите взлёт! — дядя Паша (роль И. Н. Матвеева)
- 1973 — Синюшкин колодец (анимационный) — читает текст

### Участие в фильмах
- 1975 — Николай Трофимов (документальный)
- 2001 — Сергей Филиппов (из цикла телепрограмм канала «ОРТ» «Чтобы помнили») (документальный)

## Звания и награды
Государственные награды:
- Заслуженный артист РСФСР (1960)
- Народный артист РСФСР (1974)
- Народный артист СССР (1990) — за большие заслуги в развитии советского театрального искусства[2]
- орден Красной Звезды (1943)[3]
- орден Отечественной войны II степени (1985)
- орден «За заслуги перед Отечеством» IV степени (2000) — за большой вклад в развитие отечественного театрального искусства[4]
- Медаль «За оборону Ленинграда» (1944)
- Медаль «За победу над Германией в Великой Отечественной войне 1941—1945 гг.» (1945)
- Юбилейная медаль «Двадцать лет Победы в Великой Отечественной войне 1941—1945 гг.»
- Юбилейная медаль «Тридцать лет Победы в Великой Отечественной войне 1941—1945 гг.»
- Юбилейная медаль «Сорок лет Победы в Великой Отечественной войне 1941—1945 гг.»
- Юбилейная медаль «50 лет Победы в Великой Отечественной войне 1941—1945 гг.»
- Юбилейная медаль «60 лет Победы в Великой Отечественной войне 1941—1945 гг.»

Другие награды, премии, поощрения и общественное признание:
- Высшая театральная премия Санкт-Петербурга «Золотой софит» (2000) — «за творческое долголетие и уникальный вклад в театральную культуру Санкт-Петербурга»
- Премия Правительства Санкт-Петербурга в области литературы, искусства и архитектуры[5]

## Память
Творчеству и памяти актёра посвящёны документальные фильмы и телепередачи:
- «Николай Трофимов. „Главы из жизни“» («Культура», 2004)[6]
- «Николай Трофимов. „Я — человек маленький“» («ТВ Центр», 2005)[7]
- «Николай Трофимов. „Человек, которого не хватает“» («Пятый канал (Россия)», 2007)[8]
- «Николай Трофимов. „Раскрывая тайны звёзд“» («Москва 24», 2018)[9]